# Noviciado de las Damas Apostólicas del Sagrado Corazón de Jesús
El Noviciado de las Damas Apostólicas del Sagrado Corazón de Jesús es una antigua casa de novicias situada en el distrito de Chamartín de la ciudad española de Madrid. Es un inmueble característico de la arquitectura religioso-asistencial del período de la Restauración borbónica, construido en el estilo neomudéjar propio de la época, que constituye una de las señas de la identidad arquitectónica de la ciudad. El conjunto, obra del arquitecto Críspulo Moro y construido a finales de la década de 1920, fue demolido parcialmente en 2017. El 3 de abril de 2018 fue declarado Bien de Interés Patrimonial.

## Ubicación
El Noviciado de las Damas Apostólicas del Sagrado Corazón tiene dos edificios ubicados entre el paseo de La Habana y las calles Macarena, San Telmo y Jerez, en el distrito de Chamartín de Madrid. Su dirección es paseo de La Habana número 198.
Ocupa el centro de la manzana, con un pequeño acceso desde el paseo de La Habana. Las dos construcciones tienen una superficie en planta de 2020 m² y una superficie construida de 4900 m² y 100 m², con un total de 5000 m². La parcela donde se ubican tiene una superficie en catastro de 16 848 m² y de 16 943 m² en el Plan General de Ordenación Urbana.

## Historia
En las últimas décadas del siglo XIX, se inició en España un proceso de renovación de la arquitectura institucional. Algunos arquitectos se inspiraron en los movimientos centroeuropeos contemporáneos, mientras que otros lo hicieron en la tradición historicista en busca de un estilo nacional, imitando o reinterpretando estilos del pasado como el mudéjar, el gótico, el plateresco o el barroco.
La utilización del ladrillo visto como material barato, rápido de construir y fácil de mantener para estas grandes estructuras condujo a la recuperación de la gran tradición constructiva española en ladrillo. De esta forma, el estilo llamado neomudéjar, que podía reunir elementos procedentes de la arquitectura almohade, románica, mudéjar, gótica o renacentista, se convirtió en un estilo donde tuvieron cabida todas estas manifestaciones. El foco principal del neomudejarismo entre 1870 y 1930 estuvo en Madrid y pasó a constituir una de sus señas de identidad.

### Fundación
Luz Casanova (1873-1949), una aristócrata asturiana afincada en Madrid desde 1885, fue una precursora del voluntariado social que se dedicó a la atención de los sectores sociales más bajos. En 1902 abrió su primera escuela, llamada “Obra de la Preservación de la Fe”, de carácter educativo y catequético. En 1910 fundó el Patronato de enfermos, una institución orientada a proporcionar asistencia médica y apoyo espiritual a las clases más desfavorecidas. En 1923 puso las bases de la Congregación de las Damas Apostólicas del Sagrado Corazón, y a partir de 1924, vivió en comunidad con sus compañeras en un edificio de la calle de Santa Engracia, considerado su casa fundacional. La congregación fue aprobada por el obispo de Madrid en 1927 y sus constituciones por el papa Pío XII en 1943 y 1950.
La Congregación de las Damas Apostólicas del Sagrado Corazón se creó, por lo tanto, con fines asistenciales y catequéticos, con una regla que incluía vida contemplativa y activa. Varias de las instituciones creadas por Casanova se refundieron en el Patronato de Enfermos y Preservación de la Fe, presidido por la propia fundadora. Después de abrir casas conventuales en Madrid, Granada, Barcelona y Valencia, el Patronato proyectó la construcción de una sucursal en las afueras de Madrid, en terrenos de Chamartín de la Rosa para alojar a las novicias durante su postulado y realizar trabajos asistenciales a enfermos y las educativas propias de su regla.

### Construcción del edificio
En el año 1928, el arquitecto Críspulo Moro Cabeza (1878-1935), titulado por la Escuela de Arquitectura de Madrid en 1906, de formación ecléctica aunque adscrito durante años a la estética modernista, en la que dejó muestras como el Cine Doré (1922), recibió el encargo de proyectar el nuevo noviciado en los terrenos adquiridos por el Patronato, al que se denominó inicialmente «Edificio para la Sucursal del Patronato de Enfermos y Preservación de la Fe». 
El proyecto incluía una portería, vivienda para un sacerdote, oratorio, iglesia, salas de visita, aula para el colegio, salón para el noviciado, sala de conferencias, habitaciones para el Patronato, cincuenta dormitorios para descanso y estudio de Damas Apostólicas e internado de jóvenes obreras, ochenta celdas para novicias, cocinas, comedor, lavadero, cuartos de plancha y de labores, enfermería, aseos y almacenes. 
El arquitecto adoptó la estética y el sistema constructivo neomudéjar, omnipresente en la arquitectura institucional y asistencial de la época. El proyecto, firmado en octubre de 1928, presenta significativas diferencias con la obra ejecutada. En el documento, las fachadas generales muestran huecos de ventanas adintelados en planta baja, con arcos rebajados en planta primera y de medio punto en la segunda, todos con recercados lisos o sin indicación de labores decorativas, mientras que el estilo gótico se reserva únicamente a la iglesia, que tiene una fachada de dos cuerpos de arcos apuntados rematada en frontón con rosetón central. El interior del templo aparece bien estructurado, con pilastras y arcos formeros apuntados. El remate superior del edificio se confía a un sistema de balaustradas sin aleros. Este proyecto fue modificado durante la ejecución de las obras, cuando se dispusieron arcos rebajados en los soportales y en las ventanas de planta baja, huecos adintelados en planta primera y ojivales en planta segunda. La balaustrada superior fue sustituida por un alero complejo de tradición mudéjar. La fachada de la iglesia se simplificó con la sustitución del frontón y las dos pequeñas espadañas que lo flanqueaban por un remate horizontal con dos pináculos.

### Inauguración del noviciado
Las obras se iniciaron a finales de 1928. El Noviciado se inauguró parcialmente en septiembre de 1929 y la iglesia, a finales de 1930. Las primeras novicias realizaron sus votos en 1930 y se consagraron definitivamente en 1933.

### La Guerra Civil
En 1936, durante la Guerra Civil, el edificio se desalojó para funcionar como albergue de niños y niñas que huían de los bombardeos de Toledo y Extremadura. Así lo testimonió Elena Fortún en su novela autobiográfica Celia en la revolución. 
Durante la contienda, la iglesia sufrió algunos daños, pero fue reparada y reinaugurada en 1943. El edificio ha sido objeto de diversas reformas, identificables por el uso de ladrillo perforado en lugar de ladrillo macizo de tejar.

### Crisis de vocación
El uso del inmueble ha ido cambiando con el tiempo. En las últimas décadas, con la disminución de vocaciones religiosas, perdió el carácter de noviciado, pero continuó albergando actividades relacionadas con la vida espiritual, como residencia y casa de ejercicios. En la década de 1980, la iglesia fue dividida interiormente para crear más habitaciones, para lo cual se eliminaron las pilastras y los arcos formeros apuntados. El edificio principal sufrió múltiples reformas interiores a lo largo de los años. Sin embargo, el edificio auxiliar de portería y vivienda del sacerdote se conservan con pequeñas alteraciones en la distribución.

### Derribo parcial
En junio de 2017, al amparo de una licencia urbanística, se demolieron parte de las fábricas exteriores y los forjados del cuerpo sur y de la iglesia. Un día después de iniciarse la demolición, la Dirección General de Patrimonio de la Comunidad de Madrid ordenó paralizar la demolición del convento. En octubre de 2017 se inició la consolidación parcial de las partes derribadas del inmueble. En abril de 2018 el Gobierno de la Comunidad de Madrid declaró Bien de Interés Patrimonial (BIP) el convento de las Damas Apostólicas y sus jardines al considerar que reunían valores arquitectónicos e históricos suficientes para ser preservados y protegidos.

## Descripción
El Noviciado de las Damas Apostólicas del Sagrado Corazón está formado por dos edificios: el pabellón de portería y vivienda de sacerdote y el pabellón principal. Ambos están situados en la parcela del paseo de La Habana número 198 de Madrid. Del resto de construcciones existentes en la parcela no se consideró su protección patrimonial, salvo un pequeño tramo de cerca original conservado en el acceso del paseo de La Habana.

### Edificio principal
El edificio que constituye el Noviciado propiamente dicho es una gran construcción rectangular simétrica que se desarrolla en torno a dos patios separados por la antigua iglesia, cuyo volumen se proyecta sobre la fachada principal. El patio sur tiene un carácter más representativo, por haber albergado desde el origen la capilla-oratorio en una de sus crujías y ser la zona de carácter más público del edificio. La iglesia o capilla principal, de una sola nave, ocupa el eje de la composición. Actualmente es un espacio de escaso o nulo interés, al haber perdido los arcos formeros, las pilastras, las bóvedas, toda la decoración, los altares y vidrieras. Exteriormente, las ventanas ojivales están parcialmente tabicadas para incorporar carpinterías rectangulares. La escalera principal se sitúa al norte de la iglesia, contigua a la fachada oeste. Es de planta cuadrada con amplio ojo central. Los petos son de fábrica de ladrillo y barandilla con pasamanos de madera. Su interés es reducido. Las dependencias que rodean los dos patios, que en origen estaban dedicadas a oratorio, salas de visita, aula, salones, comedores, cocinas, cuartos de labores, dormitorios independientes, celdas para novicias, aseos y almacenes, son hoy espacios neutros, indiferenciados. La estructura del edificio es de muros de carga de ladrillo macizo de tejar, aunque se aprecian pequeñas intervenciones posteriores con ladrillo perforado. Los forjados y la estructura de cubiertas están realizados con perfilería de acero laminado. No hay pavimentos, carpintería ni decoración de interés en el interior. La valla de la finca conserva un sector original, realizado en fábrica de ladrillo con aparejo similar al de los edificios, junto al pabellón de acceso.

### Edificio auxiliar
El edificio auxiliar o pabellón de portería y vivienda del sacerdote es una construcción de planta rectangular y dos alturas. La planta baja tiene accesos desde la propia parcela y alberga un garaje y la vivienda del portero. La planta alta tiene un acceso en su extremo oeste desde la vía pública, que conecta con una caja de escaleras. Se distribuye con pasillo central y habitaciones a ambos lados, con ayuda de un pequeño patio de luces. Cuenta con un segundo acceso desde la parcela mediante una escalerilla metálica exterior adosada a la fachada. El interior del edificio o pabellón auxiliar conserva algunos elementos de interés, como la cerrajería de forja de la escalera y los solados de baldosas hidráulicas formando grecas o dibujos en el pasillo y las estancias. La carpintería de ventanas es de madera de escasa calidad. Exteriormente, este pabellón auxiliar tiene el interés de ser uno de los escasos ejemplos de arquitectura neomudéjar madrileña que utiliza y reinterpreta elementos de la arquitectura manierista, como los frontones curvos y triangulares alternados sobre los huecos de puertas y ventanas.

## Protección patrimonial
El inmueble estaría catalogado como Bien de Interés Patrimonial de forma genérica, en virtud de la Ley 3/2013 de Patrimonio Histórico de la Comunidad de Madrid, que protegería con dicho estatus a «inmuebles singulares construidos antes de 1936 que pertenezcan a alguna de las siguientes tipologías: iglesias, ermitas, cementerios, conventos».
El 15 de septiembre de 2017 fue incoado un expediente para su declaración como Bien de Interés Patrimonial. El 3 de abril de 2018 fue finalmente declarado Bien de Interés Patrimonial, mediante un decreto publicado el día 5 de ese mismo mes en el Boletín Oficial de la Comunidad de Madrid, con la rúbrica de la presidenta de la comunidad autónoma, Cristina Cifuentes, y del consejero de Cultura, Turismo y Deportes, Jaime de los Santos González.